# 17607 Táborsko
17607 Táborsko è un asteroide della fascia principale. Scoperto nel 1995, presenta un'orbita caratterizzata da un semiasse maggiore pari a 2,9062618 UA e da un'eccentricità di 0,0187220, inclinata di 0,89359° rispetto all'eclittica.